# كاتارينا أمالي دوروثيا فون شليغل
كاتارينا أمالي دوروثيا فون شليغل (بالألمانية: Catharina Amalia von Schlegel)‏ (و. 1697 – 1768 م) هي كاتِبة ألمانية، توفيت عن عمر يناهز 71 عاماً.